# Шариат в Нигерии
В 12 штатах Нигерии действуют законы шариата, которые регулируют общественные взаимоотношения в области гражданского и уголовного права. Шариат действует в 9 штатах с мусульманским большинством, и в некоторых частях 3-х штатов. Свод исламских законов был принят правительством в качестве норм права в 1999 году, когда губернатор штата Замфара — Ахмад Руфаи Сани  начал продвигать идеи шариата на государственном уровне страны.

## Штаты
По состоянию на 2009 год, в 9 штатах действуют законы шариата:
- Замфара
- Кано
- Сокото
- Кацина
- Баучи
- Борно
- Джигава
- Кебби
- Йобе

в трёх штатах также практикуется шариат (в некоторых районах с преобладающим мусульманским населением)
- Кадуна
- Нигер
- Гомбе

## Споры о принятии шариата

### Погромы
В стране были многочисленные бунты против жизни по законам шариата, в первую очередь с участием немусульманских меньшинств в штатах с мусульманским большинством, в котором реализована данная система права. В октябре 2001 года в штатe Кано погибло более 100 человек в результате столкновений между представителями разных конфессий.

### Казнь
В 2002 году в штате Кацина состоялась первая казнь человека по законам шариата; организация Human Rights Watch осудила казнь.